# The Great Seungri (turnê)
The Great Seungri foi a primeira turnê do cantor sul-coreano Seungri, realizada em apoio a seu primeiro álbum de estúdio coreano The Great Seungri (2018). Ela iniciou-se em 4 de agosto de 2017 em Seul, Coreia do Sul e encerrou-se em 23 de fevereiro de 2019 em Queenstown, Singapura, com um total de dezenove concertos.

## Antecedentes, conceito e recepção comercial
Em maio de 2018, foi anunciado que Seungri iria realizar no mês de agosto, a sua primeira turnê no Japão, com seis concertos nas cidades de Chiba, Fukuoka e Osaka. Posteriormente, foi divulgado que um total de 78.000 mil ingressos haviam sido vendidos nas três cidades japonesas. A turnê foi elaborada com repertório predominantemente próprio, incluindo as canções de seu álbum recém lançado The Great Seungri e canções de seu grupo Big Bang, que foram reinterpretadas por Seungri como versões solo. Seu conceito incluiu também a adição de Seungri apresentando-se como DJ, trazendo a atmosfera de um clube aos concertos. Ele descreveu sobre o processo de produção da turnê dizendo: "Houve muitas coisas inesperadas que aconteceram antes deste concerto solo ser oficialmente programado, mas acabei sendo capaz de realizar um como este no final. Eu sinto que estou recebendo muito amor. Obrigado. Espero que você se divirta comigo até o fim".
Em junho, foram anunciadas as datas iniciais da turnê, com duas apresentações em 4 e 5 de agosto em Seul, Coreia do Sul, o que marcou a primeira turnê realizada por Seungri, após doze anos desde sua estreia. A série de concertos foi anunciada como The Great Seungri e foi divulgado que 8.800 mil ingressos colocados a venda para dois concertos no Jangchung Gymnasium, esgotaram-se rapidamente. Devido a demanda, a turnê recebeu a adição de dois concertos nas cidades sul-coreanas de Daegu e Busan. Em dezembro do mesmo ano, concertos extras foram anunciados na Coreia do Sul, Hong Kong e Japão, sob o nome de The Great Seungri Tour 2019 ~The Great Show, que incluiu no total, sete apresentações na Ásia.

## Crítica profissional
A turnê obteve uma recepção positiva da crítica especializada, para Kim Ha-jin em sua avaliação do primeiro concerto realizado em Seul para o 10Asia, Seungri conseguiu mostrar um lado diferente de si mesmo. Em sua análise, destacou a presença de atuação e coreografias que lembraram um musical, o que proporcionou "uma experiência alegre para o público" e destacou que "as duas horas [de concerto] não foram suficientes para ilustrar completamente os atrativos de Seungri". Para Jessica Oak da Billboard, que classificou a turnê como de um "elevado apelo pop", os concertos realizados na Coreia do Sul, fizeram com que Seungri hipnotizasse milhares de pessoas através de seu "charme animado e sofisticado, esquetes criativas e habilidades de apresentação poderosas", o que segundo a mesma, o leva a provar que pode trabalhar no palco totalmente sozinho.
O jornal japonês Sankei Sports, elogiou os concertos realizados em Chiba, escrevendo que Seungri iniciou seus concertos japoneses com determinação e que ele revelou sua capacidade de estar no palco como um solista. Já o jornal Sports Nippon avaliou que a primeira turnê solo da Seungri no Japão "progrediu com momentos tocantes”.

## Controvérsias
Durante o concerto único realizado em Hong Kong, Seungri resolveu se justificar sobre a ausência da equipe profissional de sua turnê no concerto, comentando que Yang Hyun-suk da YG Entertainment, havia descoberto tardiamente que ele estaria realizando uma apresentação. Posteriormente, Yang disse que acreditava que Seungri não precisava de dançarinos e que eles haviam sido enviados para o concerto do grupo Black Pink na Tailândia. Dessa forma, Seungri realizou o concerto com apenas dois dançarinos e sem banda, o que gerou descontentamento por parte de seus fãs nas redes sociais, que consideraram um mau trato por parte da YG Entertaiment. Mais tarde, Yang compartilhou uma conversa com Seungri, onde ele se desculpava por ter gerado uma controvérsia e que sua intenção com o comentário no concerto, foi a de ser divertido.
Em 28 de fevereiro de 2019, a YG Entertainment anunciou através de um comunicado oficial o cancelamento do restante da turnê, que teria suas apresentações finais em Osaka e Jacarta. A decisão ocorreu após Seungri passar a ser investigado por oferecer favores sexuais a investidores de sua empresa. O comunicado incluiu também a informação de que Seungri iria interromper não só a The Great Seungri, mas todas as outras atividades programadas para ele e que cooperaria ativamente com todas as futuras investigações policiais.

## Repertório
O repertório abaixo é representativo do primeiro concerto ocorrido em 4 de agosto de 2018 em Seul, não correspondendo necessariamente aos outros concertos da turnê.
1. "Strong Baby"
2. "Let’s Talk About Love"
3. "GG Be"
4. "Gotta Talk 2 U"
5. "What Can I Do"
6. "Yoo Hoo!"
7. "Good Luck to You"
8. "Alone"
9. "If You"
10. "Mollado"
11. "Haru Haru"
12. "Last Farewell"
13. "Where R U From"
14. "Hotline"
15. "My Heaven"
16. "Hands Up"
17. "Lies"
18. "We Like 2 Party"
19. "1, 2, 3!"

Bis
1. "Be Friend"
2. "Bang Bang Bang"
3. "Fantastic Baby"

- Nos concertos realizados em 12 de janeiro de 2019 em Hong Kong e em 19 de janeiro nas Filipinas, Seungri recebeu como convidada a cantora Sandara Park, que interpretou canções de seu ex-grupo 2NE1. Ainda no concerto realizado nas Filipinas, Seungri e Sandara interpretaram juntos a canção filipina "Dahil Sa’yo".[18]

## Datas da turnê
| Data                    | Cidade       | País          | Local                              | Público |
| Asia                    | Asia         | Asia          | Asia                               | Asia    |
| ----------------------- | ------------ | ------------- | ---------------------------------- | ------- |
| 4 de agosto de 2018     | Seul         | Coreia do Sul | Jangchung Gymnasium                | 8,800   |
| 5 de agosto de 2018     | Seul         | Coreia do Sul | Jangchung Gymnasium                | 8,800   |
| 11 de agosto de 2018    | Chiba        | Japão         | Makuhari Messe Exhibition Hall 1-3 | 98,000  |
| 12 de agosto de 2018    | Chiba        | Japão         | Makuhari Messe Exhibition Hall 1-3 | 98,000  |
| 15 de agosto de 2018    | Daegu        | Coreia do Sul | EXCO 1st Floor                     | —       |
| 19 de agosto de 2018    | Busan        | Coreia do Sul | BEXCO Exhibition Hall 1            | —       |
| 5 de setembro de 2018   | Fukuoka      | Japão         | Fukuoka Convention Center          | [ a ]   |
| 6 de setembro de 2018   | Fukuoka      | Japão         | Fukuoka Convention Center          | [ a ]   |
| 19 de setembro de 2018  | Osaka        | Japão         | Osaka-jō Hall                      | [ a ]   |
| 20 de setembro de 2018  | Osaka        | Japão         | Osaka-jō Hall                      | [ a ]   |
| 15 de dezembro de 2018  | Osaka        | Japão         | Intex Osaka Hall 5                 | [ a ]   |
| 16 de dezembro de 2018  | Osaka        | Japão         | Intex Osaka Hall 5                 | [ a ]   |
| 12 de janeiro de 2019   | Chek Lap Kok | Hong Kong     | AsiaWorld–Expo Hall 10             | —       |
| 19 de janeiro de 2019   | Manila       | Filipinas     | Mall of Asia Arena                 | —       |
| 26 de janeiro de 2019   | Tóquio       | Japão         | Musashino Forest Sports Plaza      | 52,000  |
| 27 de janeiro de 2019   | Tóquio       | Japão         | Musashino Forest Sports Plaza      | 52,000  |
| 15 de fevereiro de 2019 | Seul         | Coreia do Sul | SK Olympic Handball Gymnasium      | —       |
| 16 de fevereiro de 2019 | Seul         | Coreia do Sul | SK Olympic Handball Gymnasium      | —       |
| 23 de fevereiro de 2019 | Queenstown   | Singapura     | The Star Theater                   | 1,600   |
| Total                   | Total        | Total         | Total                              | 106,853 |

## Concertos cancelados
| Data                | Cidade  | País      | Local          | Motivo                                             |
| ------------------- | ------- | --------- | -------------- | -------------------------------------------------- |
| 9 de março de 2019  | Osaka   | Japão     | Osaka-jō Hall  | turnê cancelada antes de seu encerramento oficial. |
| 10 de março de 2019 | Osaka   | Japão     | Osaka-jō Hall  | turnê cancelada antes de seu encerramento oficial. |
| 17 de março de 2019 | Jacarta | Indonésia | Livespace SCBD | turnê cancelada antes de seu encerramento oficial. |